# Europaspiele 2015/Kanu
Bei den Europaspielen 2015 in Baku, Aserbaidschan wurden vom 14. bis 16. Juni 2015 insgesamt sechzehn Wettbewerbe im Kanu ausgetragen (neun für Männer, sechs für Frauen). Veranstaltungsort war das Canoeing and Rowing Centre in Mingəçevir.

## Medaillengewinner

### Männer

#### K1 200 m
| Platz | Sportler       | Land           | Zeit     |
| ----- | -------------- | -------------- | -------- |
| 1     | Miklós Dudás   | Ungarn         | 35,132 s |
| 2     | Petter Menning | Schweden       | 35,576 s |
| 3     | Ed McKeever    | Großbritannien | 35,774 s |

Datum: 16. Juni 2015

Teilnehmer aus einem deutschsprachigen Land:

13.  Max Lemke

#### K1 1000 m
| Platz | Sportler            | Land        | Zeit         |
| ----- | ------------------- | ----------- | ------------ |
| 1     | Max Hoff            | Deutschland | 3:28,205 min |
| 2     | Fernando Pimenta    | Portugal    | 3:28,421 min |
| 3     | René Holten Poulsen | Dänemark    | 3:28,863 min |

Datum: 15. Juni 2015

Teilnehmer aus deutschsprachigen Ländern:

15.  Fabio Wyss

28.  Christoph Kornfeind

#### K1 5000 m
| Platz | Sportler         | Land        | Zeit          |
| ----- | ---------------- | ----------- | ------------- |
| 1     | Max Hoff         | Deutschland | 20:01,864 min |
| 2     | Fernando Pimenta | Portugal    | 20:11,989 min |
| 3     | Cyrille Carré    | Frankreich  | 20:42,081 min |

Datum: 16. Juni 2015

Teilnehmer aus deutschsprachigen Ländern:

09.  Fabio Wyss
14.  Christoph Kornfeind

#### K2 200 m
| Platz | Sportler                       | Land        | Zeit     |
| ----- | ------------------------------ | ----------- | -------- |
| 1     | Nebojša Grujić Marko Novaković | Serbien     | 31,910 s |
| 2     | Ronald Rauhe Tom Liebscher     | Deutschland | 31,983 s |
| 3     | Sándor Tótka Péter Molnár      | Ungarn      | 32,513 s |

Datum: 16. Juni 2015

#### K2 1000 m
| Platz | Sportler                        | Land        | Zeit         |
| ----- | ------------------------------- | ----------- | ------------ |
| 1     | Zoltán Kammerer Tamás Szalai    | Ungarn      | 3:11,681 min |
| 2     | Max Rendschmidt Marcus Groß     | Deutschland | 3:12,034 min |
| 3     | Wital Bjalko Raman Petruschenka | Belarus     | 3:13,584 min |

Datum: 15. Juni 2015

#### K4 1000 m
| Platz | Sportler                                                            | Land     | Zeit         |
| ----- | ------------------------------------------------------------------- | -------- | ------------ |
| 1     | Zoltán Kammerer Dávid Tóth Tamás Kulifai Dániel Pauman              | Ungarn   | 3:07,063 min |
| 2     | Alexander Sergejew Wassili Pogreban Anton Rjachow Wladislaw Blinzow | Russland | 3:08,034 min |
| 3     | Pawel Mjadswedseu Aleh Jurenja Wital Bjalko Raman Petruschenka      | Belarus  | 3:08,827 min |

Datum: 16. Juni 2015

Teilnehmer aus einem deutschsprachigen Land:

10.  Deutschland (Martin Schubert / Kostja Stroinski / Lukas Reuschenbach / Kai Spenner)

#### C1 200 m
| Platz | Sportler            | Land          | Zeit     |
| ----- | ------------------- | ------------- | -------- |
| 1     | Henrikas Žustautas  | Litauen       | 40,064 s |
| 2     | Valentin Demjanenko | Aserbaidschan | 40,142 s |
| 3     | Martin Fuksa        | Tschechien    | 40,188 s |

Datum: 16. Juni 2015

Teilnehmer aus einem deutschsprachigen Land:

12.  Stefan Kiraj

#### C1 1000 m
| Platz | Sportler          | Land        | Zeit         |
| ----- | ----------------- | ----------- | ------------ |
| 1     | Sebastian Brendel | Deutschland | 3:50,147 min |
| 2     | Martin Fuksa      | Tschechien  | 3:51,110 min |
| 3     | Attila Vajda      | Ungarn      | 3:51,920 min |

Datum: 15. Juni 2015

#### C2 1000 m
| Platz | Sportler                                      | Land        | Zeit         |
| ----- | --------------------------------------------- | ----------- | ------------ |
| 1     | Andrej Bahdanowitsch Aljaksandr Bahdanowitsch | Belarus     | 3:34,412 min |
| 2     | Alexei Korowaschkow Ilja Perwuchin            | Russland    | 3:34,453 min |
| 3     | Peter Kretschmer Michael Müller               | Deutschland | 3:34,982 min |

Datum: 15. Juni 2015

### Frauen

#### K1 200 m
| Platz | Sportlerin          | Land     | Zeit     |
| ----- | ------------------- | -------- | -------- |
| 1     | Marta Walczykiewicz | Polen    | 40,795 s |
| 2     | Natalja Podolskaja  | Russland | 41,165 s |
| 3     | Danuta Kozák        | Ungarn   | 41,378 s |

Datum: 16. Juni 2015

Teilnehmerinnen aus deutschsprachigen Ländern:

08.  Sabine Volz

12.  Yvonne Schuring

#### K1 500 m
| Platz | Sportlerin          | Land       | Zeit         |
| ----- | ------------------- | ---------- | ------------ |
| 1     | Danuta Kozák        | Ungarn     | 2:03,569 min |
| 2     | Yvonne Schuring     | Österreich | 2:04,708 min |
| 3     | Ewelina Wojnarowska | Polen      | 2:05,389 min |

Datum: 16. Juni 2015

Teilnehmerin aus einem deutschsprachigen Land:

10.  Verena Hantl

#### K1 5000 m
| Platz | Sportlerin          | Land           | Zeit          |
| ----- | ------------------- | -------------- | ------------- |
| 1     | Maryna Litwintschuk | Belarus        | 22:48,990 min |
| 2     | Lani Belcher        | Großbritannien | 23:05,625 min |
| 3     | Renáta Csay         | Ungarn         | 23:05,851 min |

Datum: 16. Juni 2015

Teilnehmerinnen aus deutschsprachigen Ländern:

12.  Yvonne Schuring

DNF.  Melanie Gebhardt

#### K2 200 m
| Platz | Sportlerinnen                          | Land    | Zeit     |
| ----- | -------------------------------------- | ------- | -------- |
| 1     | Marharyta Machnewa Maryna Litwintschuk | Belarus | 37,399 s |
| 2     | Nikolina Moldovan Olivera Moldovan     | Serbien | 37,699 s |
| 3     | Marija Powch Anastassija Todorowa      | Ukraine | 37,719 s |

Datum: 16. Juni 2015

Teilnehmerinnen aus einem deutschsprachigen Land:

7.  Sabine Volz / Conny Waßmuth

#### K2 500 m
| Platz | Sportlerinnen                         | Land     | Zeit         |
| ----- | ------------------------------------- | -------- | ------------ |
| 1     | Milica Starović Dalma Ružičić-Benedek | Serbien  | 1:49,904 min |
| 2     | Roxana Petronela Borha Elena Meroniac | Rumänien | 1:50,925 min |
| 3     | Anna Kárász Ninetta Vad               | Ungarn   | 1:51,174 min |

Datum: 16. Juni 2015

Teilnehmerinnen aus einem deutschsprachigen Land:

4.  Franziska Weber / Tina Dietze

#### K4 500 m
| Platz | Sportlerinnen                                                                   | Land        | Zeit         |
| ----- | ------------------------------------------------------------------------------- | ----------- | ------------ |
| 1     | Gabriella Szabó Danuta Kozák Anna Kárász Ninetta Vad                            | Ungarn      | 1:32,417 min |
| 2     | Franziska Weber Conny Waßmuth Verena Hantl Tina Dietze                          | Deutschland | 1:33,312 min |
| 3     | Karolina Naja Edyta Dzieniszewska-Kierkla Ewelina Wojnarowska Beata Mikołajczyk | Polen       | 1:33,979 min |

Datum: 15. Juni 2015

## Medaillenspiegel
| Rang   | Land           | Gold | Silber | Bronze | Gesamt |
| ------ | -------------- | ---- | ------ | ------ | ------ |
| 1      | Ungarn         | 5    | 0      | 5      | 10     |
| 2      | Deutschland    | 3    | 3      | 1      | 7      |
| 3      | Belarus        | 3    | 0      | 2      | 5      |
| 4      | Serbien        | 2    | 1      | 0      | 3      |
| 5      | Polen          | 1    | 0      | 2      | 3      |
| 6      | Litauen        | 1    | 0      | 0      | 1      |
| 7      | Russland       | 0    | 3      | 0      | 3      |
| 8      | Portugal       | 0    | 2      | 0      | 2      |
| 9      | Tschechien     | 0    | 1      | 1      | 2      |
| 9      | Großbritannien | 0    | 1      | 1      | 2      |
| 11     | Aserbaidschan  | 0    | 1      | 0      | 1      |
| 11     | Österreich     | 0    | 1      | 0      | 1      |
| 11     | Rumänien       | 0    | 1      | 0      | 1      |
| 11     | Schweden       | 0    | 1      | 0      | 1      |
| 15     | Dänemark       | 0    | 0      | 1      | 1      |
| 15     | Frankreich     | 0    | 0      | 1      | 1      |
| 15     | Ukraine        | 0    | 0      | 1      | 1      |
| Gesamt | Gesamt         | 15   | 15     | 15     | 45     |